# Lake Chinocup
Lake Chinocup är en sjö i Australien. Den ligger i delstaten Western Australia, omkring 290 kilometer sydost om delstatshuvudstaden Perth. Arean är 34 kvadratkilometer. Den sträcker sig 13,7 kilometer i nord-sydlig riktning, och 9,6 kilometer i öst-västlig riktning.
Omgivningarna runt Lake Chinocup är i huvudsak ett öppet busklandskap. Trakten runt Lake Chinocup är nära nog obefolkad, med mindre än två invånare per kvadratkilometer. Genomsnittlig årsnederbörd är 527 millimeter. Den regnigaste månaden är maj, med i genomsnitt 88 mm nederbörd, och den torraste är januari, med 11 mm nederbörd.